# Nicolas Fouquet
Nicolas Fouquet, marchese di Belle-Île, visconte di Melun e Vaux (Parigi, 27 gennaio 1615 – Pinerolo, 23 marzo 1680), è stato un politico francese.
Sovrintendente alle finanze durante la minorità di Luigi XIV, protettore di scrittori e artisti, cadde in disgrazia nel 1661, fu rinchiuso in prigione e trasferito in fortezza, dove morì in circostanze misteriose. Fu uno dei nomi sospettati di essere stati la Maschera di Ferro.

## Origini familiari e studi

Stemma della famiglia Fouquet

I Fouquet provenivano dalla città di Angers, nell'Angiò, e avevano fatto fortuna con il commercio di drappi, lana e seta. Si erano poi dedicati alle professioni legali, riuscendo a raggiungere importanti cariche nei Parlamenti che, nella Francia dell'Ancien Régime, esercitavano le funzioni giurisdizionali superiori. Se, almeno per alcuni biografi, i Fouquet non erano entrati a far parte della cosiddetta nobiltà di toga, disponevano di un proprio blasone, raffigurante uno scoiattolo (nel dialetto angioino, fouquet) nell'atto di arrampicarsi su un albero, su cui spiccava il motto di famiglia Quo non ascendet? (Dove non salirà?), che i nemici del sovrintendente storpieranno poi in Quo non ascendam? (Dove non salirò?), stigmatizzandone la smisurata ambizione.
Il padre di Nicolas, François Fouquet, consigliere al Parlamento di Parigi, si era anche dedicato allo sviluppo delle colonie francesi nel Nord America. La madre, Marie de Maupeou, si era distinta per la carità e la cura dei poveri ed era stata vicina a san Vincenzo de' Paoli quando questi fondò le Figlie della Carità.
Dall'età di dodici anni il giovane Nicolas studiò dai Gesuiti, al Collegio di Clermont, mentre aiutava la madre a realizzare le medicine per i poveri. L'interesse di Fouquet per la chimica e la farmacia durerà per tutta la vita.
Nel gennaio del 1631 ricevette la tonsura e ottenne alcuni benefici ecclesiastici. Sempre a sedici anni, conclusi gli studi di diritto, iniziò ad esercitare l'avvocatura.

## Magistrato

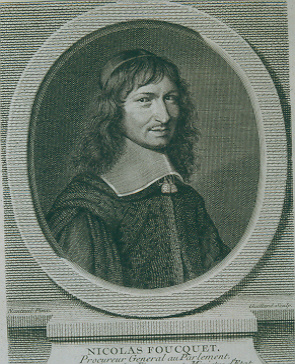
Altra raffigurazione di Nicolas Fouquet

Nel marzo 1633 suo padre richiese per Nicolas una carica di consigliere nel Parlamento di Parigi, ma la sua domanda venne rifiutata in quanto il fratello maggiore François possedeva già una carica identica. Ciò nonostante ottenne l'anno seguente una carica di consigliere nell'appena costituito Parlamento di Metz.
Questo dimostrava la benevolenza di François e la fiducia del cardinale Richelieu in Nicolas, che ottenne una speciale autorizzazione data la giovane età. Gli venne affidato il compito di inventariare le carte del Tesoro della cancelleria di Vic dov'erano conservati tutti i titoli temporali del Vescovato di Metz e dell'abbazia di Gorze. Si trattava di verificare se il duca Carlo IV di Lorena ledesse i diritti del re di Francia, come sempre avveniva nel caso di territori esteri da poco annessi. Questo il casus belli: il vero scopo era di giustificare l'entrata di truppe francesi negli stati occupati dal duca prima delle conclusioni di Nicolas. Il giovane svolse il suo dovere con entusiasmo.
Nel 1635 il fratello maggiore entrò in un ordine religioso e fu Nicolas ad incarnare le speranze del padre di ascesa sociale, per cui comprò la carica di "Relatore sui ricorsi", per la quale ebbe nuovamente bisogno di una dispensa per l'età. Nel 1638 si allontanò dalla corte di Metz per partecipare al Consiglio reale imposto dalla Francia a Nancy. Qui condusse un alto tenore di vita, prendendo parte a commedie, balli e ricevimenti. Lo stesso anno suo padre, per associarlo negli affari, gli cedette un posto nella Compagnia delle isole d'America.
François Fouquet, sentendosi prossimo alla morte, spinse il figlio al matrimonio. Nicolas mise gli occhi su Louise Fourché de Quéhillac, nipote di Jean Fourché, signore di Quéhillac. Il contratto fu firmato il 10 gennaio 1640 a Nantes fra i genitori degli sposi. Si trattò di un ricco matrimonio: Louise portava in dote 160 000 lire in argento e rendite sulle terre di Bouvron (Loira Atlantica). Nicolas ottenne dai suoi genitori la proprietà della carica di Relatore sui ricorsi stimata in 150 000 lire e in più una rendita di 4 000 lire fino a raggiungere un capitale di 20 000 lire. Inoltre, sia Louise che Nicolas, avevano forti interessi in Bretagna: Louise, grazie ai genitori (suo padre era consigliere parlamentare nella regione) e Nicolas, per suo cugino Chalain e per i legami di suo padre con le compagnie di commercio dell'Atlantico. François Fouquet morì poco tempo dopo, seguito nel 1641 dal nonno materno di Nicolas, Gilles de Maupeou.
All'età di 26 anni Nicolas si trovò dunque a capo del suo clan familiare. Riprese le attività del padre in seno alle diverse compagnie marittime nelle quali la famiglia deteneva alcune quote: Compagnie delle isole d'America, del Senegal o ancora della Nuova Francia. Nel 1640 divenne uno dei principali azionisti della Società di Capo Nord e nel 1642 entrò nella Compagnia delle Indie orientali.
Parallelamente, per rafforzare la propria posizione sociale, acquistò il viscontado di Vaux, un territorio della Brie nei dintorni di Melun. In agosto, poco tempo dopo aver dato alla luce una figlia, Marie, morì sua moglie. Nel 1642 la morte del cardinale Richelieu, protettore da lunga data della famiglia Fouquet, mise fine ai suoi sogni coloniali e marittimi. Fouquet scelse allora di mettersi definitivamente al servizio dello Stato. Fortunatamente per lui la squadra ministeriale venne mantenuta da Luigi XIII e in seguito dalla reggente Anna d'Austria: il Cardinale Mazzarino succedette a Richelieu e diventò il nuovo protettore di Fouquet.
Nel 1644 fu nominato intendente di giustizia, polizia e finanza a Grenoble nel Delfinato. Era un posto difficile per un ragazzo con poca esperienza, in una provincia dal forte particolarismo regionale. Fouquet commise uno dei rari errori della sua carriera: nel corso dell'estate, dopo aver preso l'incarico, abbandonò il proprio posto senza autorizzazione per recarsi a Adge ad assistere all'insediamento di suo fratello maggiore François come vescovo. Durante la sua assenza scoppiò una sommossa anti-fiscale e lui venne subito destituito. Sulla strada del ritorno scoppiarono nuove sommosse. Fouquet si dimostrò calmo e capace nel sedare la rivolta. Come ricompensa venne reintegrato nella carica di Relatore dei ricorsi. Nel 1647, al termine della Guerra dei Trent'Anni, venne nominato intendente presso l'esercito di Piccardia.

### Sotto la Fronda
Durante la Fronda giocò un ruolo importante in qualità di intendente generale di Parigi, carica che aveva ottenuto nel 1648. Si pose subito dalla parte di Anna d'Austria e di Mazzarino, guadagnandosi così la piena fiducia della regina. Dopo l'arresto di Union scrisse una lettera alla sovrana per consigliarla di negoziare e di dividere i suoi nemici, tattica che utilizzerà per tutta la durata della Fronda. Durante l'assedio di Parigi si occupò del servizio di assistenza.
Il 5 febbraio 1651 sposò in seconde nozze la quindicenne Marie-Madeleine de Castille-Villemareuil, rampolla di una famiglia di mercanti divenuti nobili. La sua dote era inferiore a quella di Louise Fourché, ma in compenso la sposa aveva una vasta cerchia di parentele importanti. Il 31 luglio il parlamento venne trasferito a Pontoise, sotto la supervisione di Fouquet, che dovette vedersela con la derisione della folla, di cui comunque si vendicò alla fine della Fronda. Nel corso del lit de justice del 22 ottobre 1652, dopo la lettura dell'atto di amnistia, pronunciò un discorso in cui lodava la clemenza del re e accusava i colleghi frondisti rimasti a Parigi.

### Sovrintendente delle finanze
Il 7 febbraio 1653, come riconoscimento per la buona condotta tenuta durante la Fronda e per intercessione del fratello Basile, capo della polizia segreta di Mazzarino, venne nominato sovrintendente delle finanze assieme a Abel Servien. La sua ascesa sociale venne coronata dal matrimonio della figlia Marie con Armand de Béthune, marchese di Charost, discendente di Sully, matrimonio per il quale Fouquet fornì la figlia di una dote principesca: 600 000 lire.
Le finanze reali, dopo la bancarotta del 1648, erano in uno stato disastroso. Luigi XIV aveva bisogno di denaro per pagare l'esercito e per le proprie spese personali. Fouquet nel luglio 1653 impose la rivalutazione della moneta corrente in modo da aumentare il credito e migliorare la situazione.
Questa boccata d'aria, anziché invitare alla prudenza, provocò nuove spese sconsiderate tanto che nel 1654 la crisi si ripresentò. Servien, Mazzarino e Fouquet dovettero mettere mano alle proprie fortune personali. Come se ciò non bastasse, i rapporti tra Fouquet e Servien si deteriorarono al punto che Fouquet chiese un regolamento che delimitasse le funzioni di ciascuno. La sua fortuna e le sue amicizie gli permisero di ottenere ancora fiducia dai creditori e trovare nuovo denaro fresco per il re. Nel 1657 prestò 11 milioni e 800 000 lire a Mazzarino.
Al fine di ricorrere al prelievo obbligatorio delle imposte, nel 1655 fece emettere 17 editti finanziari, approvati con un lit de justice il 20 marzo di quell'anno. Alla morte di Servien, avvenuta nel 1659, Fouquet rimase solo fino alla soppressione della carica nel 1661. In quell'anno Mazzarino, sul letto di morte, lo raccomandò al re affermando che egli «è capace di grandi cose», purché «gli si tolgano dalla testa palazzi e donne». Venne così nominato ministro di Stato con Le Tellier e Hugues de Lionne.

## Protettore delle arti e delle lettere

### Saint-Mandé
Fouquet possedeva numerose dimore: da ragazzo risiedeva nella casa di famiglia in rue de Jouy a Parigi; acquistò poi un edificio in rue de Matignon, prima di trasferirsi all'hotel de Castille, che ricevette in dote dalla seconda moglie. Possedeva poi l'hotel de Narbonne e quello d'Emery, vicinissimo alla dimora del cardinale Mazzarino. Comprò anche un'estesa proprietà a Saint-Mandé che fece ricostruire e abbellire e dove costituì una considerevole collezione di libri (27 000 volumi), seconda solo a quella di Mazzarino (50 000). Ivi sviluppò il proprio gusto per i giardini che fece risistemare decorandoli di statue e serre. In realtà non dimostrava un gusto molto raffinato: ricercava prima di tutto opere decorative e fastose che facessero da scenario ai ricevimenti e alle feste che vi teneva. Il 25 marzo 1656 vi ricevette l'intera Corte.

### Vaux-le-Vicomte

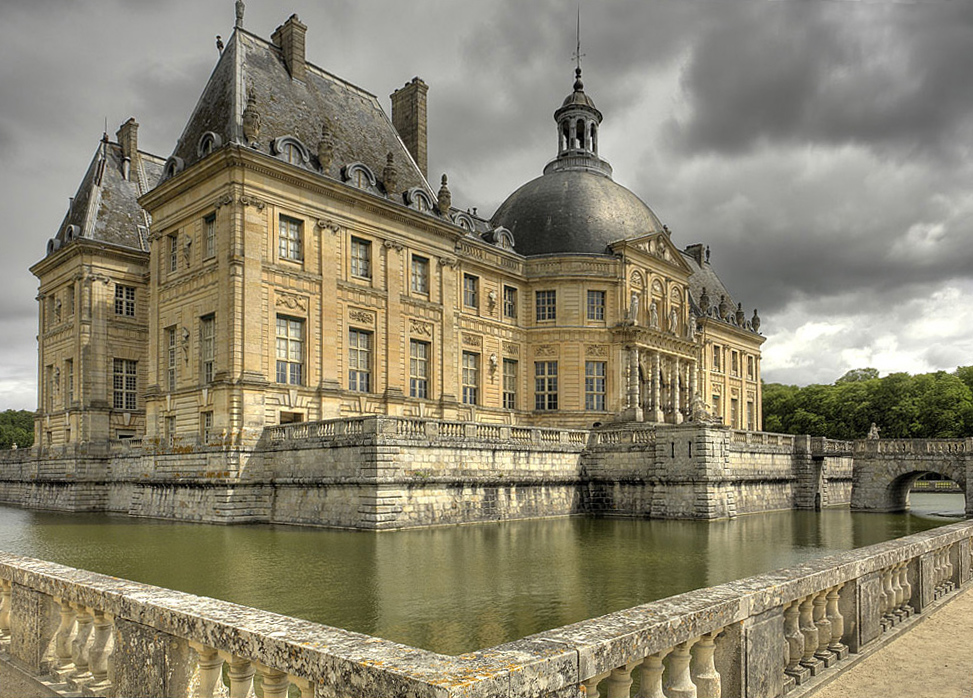
Il castello di Vaux-le-Vicomte.

A partire dal 1653 fece costruire un magnifico castello a Vaux-le-Vicomte (attualmente nel comune di Maincy). Al momento dell'acquisto si trattava solamente di una tenuta con un vecchio castello. Iniziò con l'impossessarsi di tutti i terreni nel circondario, fece radere al suolo il villaggio di Vaux, qualche boschetto, fece cambiare il percorso di un torrente e abbattere i vigneti, infine fece realizzare i lavori necessari ad assicurarsi la fornitura idrica.

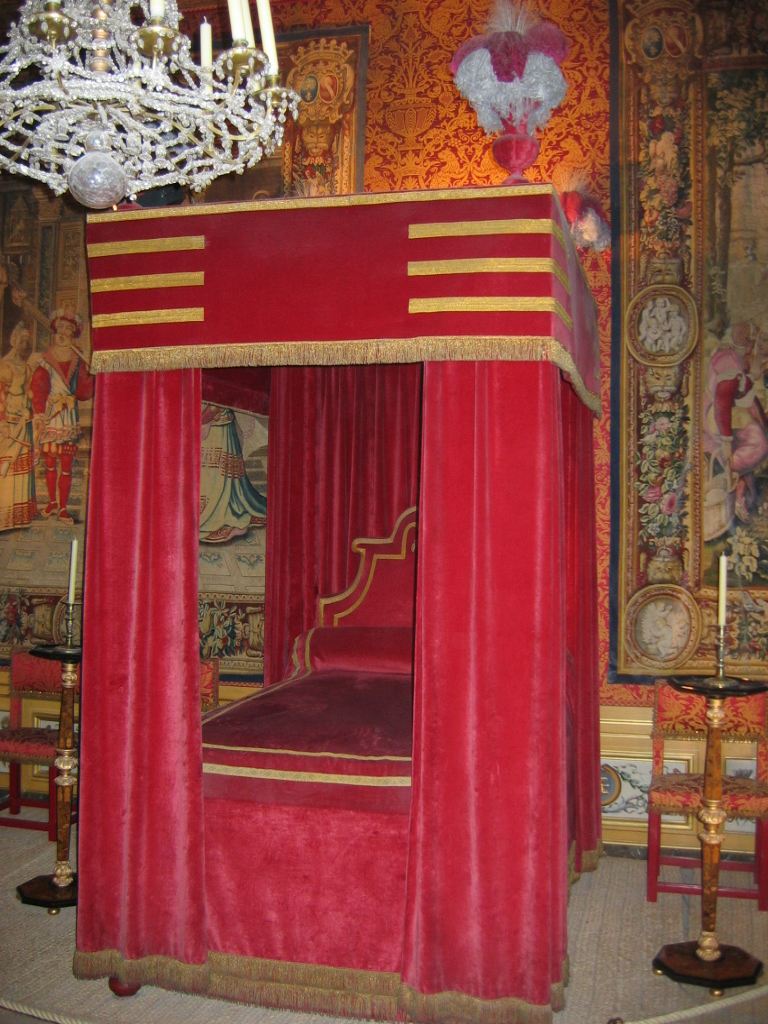
Camera da letto di Fouquet a Vaux-le-Vicomte

Come architetti chiamò Le Vau, Le Brun e Le Nôtre. Si circondò di una piccola corte di scrittori di cui facevano parte Molière, La Fontaine, Madame de Sévigné o Madame de Scudéry. Il re vi si recò la prima volta nel luglio 1659, poi una seconda volta il 17 luglio 1660 mentre era di ritorno da Saint-Jean-de-Luz.
L'11 luglio 1661 vi ricevette un'altra volta la Corte, e poi ancora il 17 agosto, non avendo potuto Luigi XIV presenziare alla festa precedente. Si trattava di un evento sontuoso, con giochi d'acqua, fuochi d'artificio, buffet di oltre 1 000 coperti e supervisionato da François Vatel. Luigi XIV divenne furioso nel vedere tanto splendore, l'origine di tanta ricchezza gli parve sospetta. L'offerta di Fouquet di cedergli Vaux non fece che irritarlo maggiormente. 

## Il processo

### L'arresto
Mentre la corte si trovava a Nantes, il 5 settembre 1661 Luigi XIV fece arrestare Fouquet da un drappello di moschettieri comandato da D'Artagnan, con l'accusa di malversazione. Colbert, suo rivale, ne accelerò la disgrazia denunciandone l'arricchimento e la magnificenza della festa di Vaux-le-Vicomte per suscitare la gelosia di Luigi XIV.
Hugues de Lionne, suo amico, chiese clemenza al re, ma questa venne rifiutata: furono apposti i sigilli alle residenze di Fouquet e dei suoi soci; Madame Fouquet venne esiliata a Limoges, i suoi fratelli Louis e François confinati nelle loro diocesi; Gilles venne privato della sua carica di Primo scudiere, e anche Basile dovette andare in esilio nella Guienna.

### L'udienza
Il 7 settembre Fouquet fu trasferito al castello di Angers mentre, alla presenza di Colbert, iniziarono le perquisizioni. Il 12 settembre Luigi XIV soppresse la sovrintendenza, sostituendola con un Consiglio reale delle finanze. Il posto di Fouquet nell'Alto Consiglio fu preso da Colbert, con l'incarico di ministro. Il 15 settembre fu costituita una giuria composta da magistrati della Corte degli aiuti e della Corte dei conti, avente come obiettivo la ricerca degli abusi e delle malversazioni commesse sulle finanze dello Stato a partire dal 1634. Il primo ottobre Fouquet fu trasferito al castello di Amboise sotto gli insulti del popolino.
L'istruttoria si aprì il 3 marzo 1662 senza che Fouquet avesse avuto conoscenza dei dettagli delle accuse. Il 13 marzo, su richiesta del procuratore generale Talon, la corte annullò come fraudolento un assegno di un milione di lire, garantito sulle taille, ed emesso da Fouquet.
Parallelamente i suoi amici fecero circolare alcuni libelli in suo favore. Pellisson, dalla Bastiglia, pubblicò di nascosto un Discorso al re da uno dei suoi fedeli sul processo di M. Fouquet di cui Luigi XIV prese conoscenza. L'opinione pubblica, nonostante gli sforzi di Colbert nel mettere a tacere gli autori e le stamperie, cominciò a cambiare. La Fontaine, per chiedere clemenza al re, scrisse e fece circolare come autore anonimo un poema dedicato a "M. F.". Solo dieci anni più tardi, nel 1671, l'opera verrà firmata e il nome di Fouquet comparirà per esteso.

### Le accuse
Le accuse portate furono principalmente due: peculato e lesa maestà. Le prove portate a suo carico: la ricchezza di Fouquet e le sue terre, giudicate strategiche e fortificate.
Per quel che concerne la ricchezza, occorre precisare che Fouquet, seppur dotato di grandi fortune, era anche enormemente indebitato; si stima addirittura che all'epoca del suo arresto l'attivo non compensasse il passivo. Fouquet dunque non aveva accumulato fortune dalla sua carica di sovrintendente e non aveva rubato denaro al re. Tutte le sue proprietà erano state pagate, o erano in corso di pagamento, con i propri mezzi. Al momento dell'arresto possedeva 3 000 000 di lire in terreni e quasi 700 000 di lire in immobili, ma gran parte di questi possedimenti rientravano in una politica dell'ostentazione: acquistando terre ad un prezzo superiore al reale si ispirava fiducia ai finanziatori e li si rassicurava a prestare denaro al re. Inoltre non tutto era stato completamente pagato: restavano ancora da pagare 1 100 000 lire in beni immobili, alcune cariche acquisite, un credito di 12 000 000 di lire presso alcuni finanziatori privati e 1 200 000 lire dai beni alienati della moglie.

### L'isolamento e il diniego della giustizia
Fouquet fu incolpato in maggio. Il 6 di luglio un decreto del Consiglio gli vietò di ricorrere al parlamento di Parigi, nonostante la sua veste di procuratore generale anziano. Il 18 luglio ci fu il confronto con i testimoni. Il 18 ottobre segnò una tappa importante per il processo: la corte emise un decreto supplementare che imponeva la continuazione con procedura scritta. Il presidente designò un elenco di relatori. La signora di Maupeou, che agiva per conto del figlio, ne ricusò due, come era suo diritto. Luigi XIV replicò che aveva scelto proprio lui quei due relatori e respinse ogni cambiamento. Il 10 dicembre Colbert fece sostituire Lamoignon, ritenuto troppo favorevole all'imputato, e lo sostituì con Pierre Séguier, il cui odio per l'anziano sovrintendente era notorio.
Infine la corte, il 3 marzo 1663, accettò di comunicare a Fouquet le parti di sua scelta e acconsentì ad utilizzare solo quelle che avrebbe studiato. Nel frattempo i complici di Fouquet erano stati giudicati e condannati. Così Jean Hérault de Gourville fu condannato a morte in contumacia per peculato mentre la marchesa di Plessis-Bellière, probabilmente la miglior amica di Fouquet, fu incarcerata. Quando il re chiese discretamente ma con fermezza la pena di morte, Fouquet fu condannato il 21 dicembre 1664 dalla Camera di giustizia al solo bando dal regno nonostante egli fosse stato riconosciuto colpevole di peculato e di lesa maestà.
Ricorrendo senza esitare al suo diritto al déni de justice, Luigi XIV commutò la sentenza dall'esilio al carcere a vita nella fortezza di Pinerolo e fece cadere in disgrazia i giudici, fra i quali Lefèvre d'Ormesson, che non avevano applicato una sentenza a lui gradita. I ricchi finanzieri, amici di Fouquet, furono perseguiti dalla stessa corte di giustizia, che rimase attiva fino al 1669. Nessun appartenente alla nobiltà fu inquisito.

### La fine
Ufficialmente Nicolas Fouquet morì nella fortezza della città di Pinerolo nel 1680, ma l'atto del suo decesso non fu mai trovato. 
Il suo amico Gourville sostiene che Fouquet, liberato poco prima del suo decesso, sia stato avvelenato per ordine di Colbert. La sua alta posizione sociale al momento dell'arresto e quindi i numerosi segreti di cui egli era a conoscenza, l'accanimento del re, che andò oltre la sentenza dei giudici, fecero sì che molti autori lo abbiano identificato nella famosa Maschera di Ferro.

## Genealogia
```
Jehan Fouquet
│
├─>François Ier Fouquet
│  X Perrine Dugrat
│  │
│  ├─> François II Fouquet
│  │  X
│  │  │
│  │  ├─> François III Fouquet (morto nel 
1590
)
│  │  │  X Marie Bénigne
│  │  │  │
│  │  │  ├─>François IV Fouquet (
1587
 - 
1640
)
│  │  │  │  X Marie de Maupeou (
1590
 - 
1681
)
│  │  │  │  │  │
│  │  │  │  │  ├─> François V Fouquet (
1611
 - 
1673
)
│  │  │  │  │  ├─> Anne Fouquet (nata nel 
1613
)
│  │  │  │  │  ├─> Nicolas Fouquet (
1615
 - 
1680
)
│  │  │  │  │  │  X Louise Fourché (
1620
 - 
1641
)
│  │  │  │  │  │  │
│  │  │  │  │  │  ├─> Marie Fouquet (
1640
 - 
1716
)
│  │  │  │  │  │  │  X Louis Armand de Béthune
│  │  │  │  │  │  │  │....
│  │  │  │  │  │  X Marie-Madeleine de Castille
│  │  │  │  │  │  │
│  │  │  │  │  │  ├─> Louis Nicolas Fouquet
│  │  │  │  │  │  ├─> François
│  │  │  │  │  │  ├─> Marie-Madeleine Fouquet
│  │  │  │  │  │  │  X Emmanuel Balaguier de Crussol d'Uzès
│  │  │  │  │  │  │  │....
│  │  │  │  │  │  ├─> Charles Armand
│  │  │  │  │  │  ├─> Louis
│  │  │  │  │  ├─> Marie-Elisabeth Fouquet (nata nel 
1619
)
│  │  │  │  │  ├─> Elisabeth Fouquet (nata nel 
1620
)
│  │  │  │  │  ├─> Marie-Thérèse Fouquet (
1621
 - 
1709
)
│  │  │  │  │  ├─> Basile Fouquet detto l'abate Basile (
1622
 - 
1680
)
│  │  │  │  │  ├─> Yves Fouquet (
1628
 - 
1651
)
│  │  │  │  │  ├─> Louise-Agnès Fouquet (nato nel 
1630
)
│  │  │  │  │  ├─> Madeleine Fouquet (nato nel 
1632
)
│  │  │  │  │  ├─> Louis Fouquet (
1633
 - 
1702
)
│  │  │  │  │  ├─> Gilles Fouquet (
1637
 - 
1694
)
│  │  ├─> Jean Fouquet
│  │  ├─> Christophe Ier Fouquet (
1559
 - 
1628
)
│  │  │  X Elisabeth Barrin
│  │  │  │ nascita della branca dei Fouquet-Chalain
│  │  ├─> Isaac Fouquet
│  ├─> Christophe Fouquet (
1534
 - 
1596
)
│  │  │ nascita della branca dei Fouquet-Bouchefollière
```

## Fouquet nella cultura di massa
- Nel romanzo storico Imprimatur si sostiene la tesi della liberazione di Fouquet e del successivo avvelenamento per ordine del Re Luigi XIV di Francia. Questo romanzo lo vede protagonista di un complotto ordito dalla regina Maria Teresa d'Asburgo contro il Re stesso.
- Il film Fouquet, l'homme au masque de fer di Camille de Morlhon (1910) sposa invece la tesi per cui l'ex ministro sarebbe stato la Maschera di Ferro